# 里夫諾皮利亞 (別里斯拉夫區)
47°26′27″N 33°10′54″E / 47.44083°N 33.18167°E
里夫諾皮利亞（烏克蘭語：Рівнопілля）是位於烏克蘭南部的村莊，由赫爾松州別里斯拉夫區的科丘貝伊夫卡市鎮負責管轄。該村面積6.71平方公里，海拔高度74米，2001年人口95，人口密度每平方公里14.2人。